# Lotus Carlton
La Lotus Carlton (également appelée Opel Lotus Omega ou Vauxhall Lotus Carlton) est une berline de sport de modèle Vauxhall Carlton II construite et modifiée par Lotus pour le compte de Opel et Vauxhall entre 1991 et 1994.